# Костафору, Георгий
Георгий Костафору (рум. Gheorghe Costaforu; 26 октября 1816, Бухарест — 28 ноября 1876, Бухарест) — румынский политик, дипломат, профессор и юрист.

## Биография
Доктор права в университете Сорбонна, занимался практикой в Саксонии и Австрии, является автором исследования по вопросам европейского образования. Базовые выводы этого исследования положены в основу современного румынского высшего образования. В 1864 году по указу князя Александру Иоан Кузы был назначен первым ректором Бухарестского университета.
В 1871—1873 годах Георгий Костафору занимал пост министра иностранных дел Румынии, сменив на этой должности Н. Каллимачи-Катаргиу.
С 1873 года служил дипломатом Румынии в Вене. Был членом умеренного крыла Либеральной партии.
В 70-х годах участвовал в дуэли на шпагах с Георге Лаховари, в результате чего был легко ранен.
С Василием Boerescu считается одним из основоположников уголовного права Румынии.